# Nachtnebef
Nachtnebef, známý též pod jménem Nektanebis (starořecky Νεκτάνεβις, Nektanebis), byl staroegyptský faraon pocházející z 30. dynastie, který vládl přibližně v letech 380–362 př. n. l.
 Někdy bývá označován jako Nektanebo I. a jeho vnuk Nachthareheb jako Nektanebo II., ačkoliv v egyptštině (nḫt-nb.f a nḫt-ḥr-ḥbt) i v řečtině (Νεκτάνεβις a Νεκτανεβώς) byla jména obou panovníků odlišná.

## Vláda

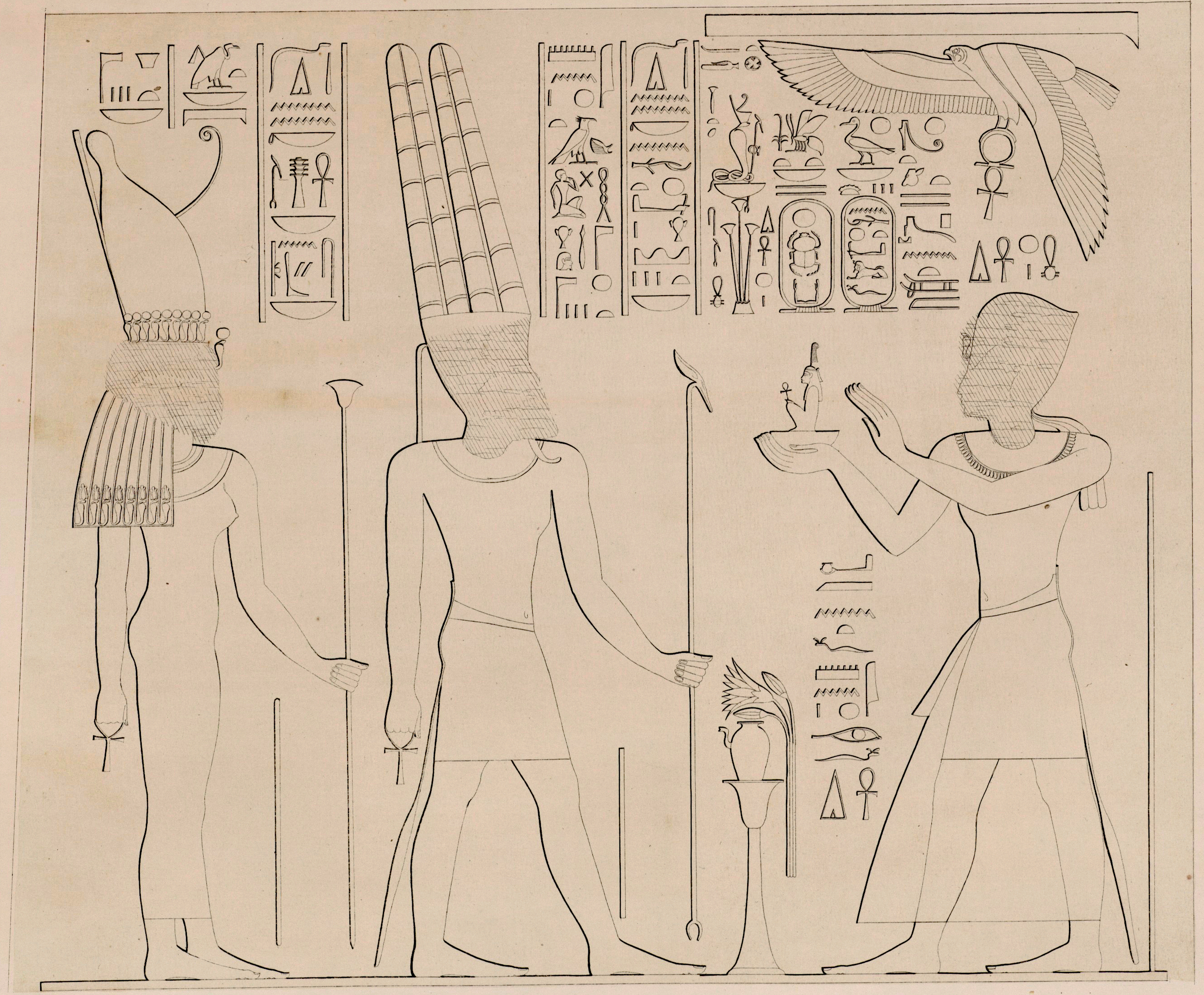
Nechtenebef nabízí svou vitalitu bohů Amonovi a jeho manželce Mut

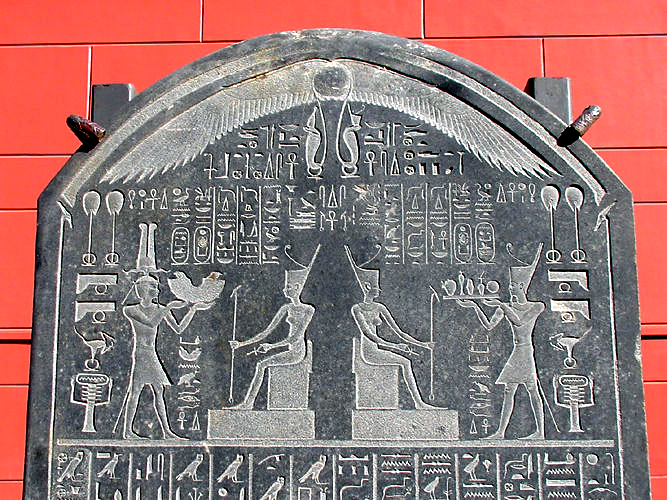
Nachtnebefova stéla – faraon přináší obětiny bohyni Neitě a v textu jí věnuje další dary[https://www.franckgoddio.org/fileadmin/pics/3_5_finds/documents/Franck_Goddio_Stele_Heracleion.pdf

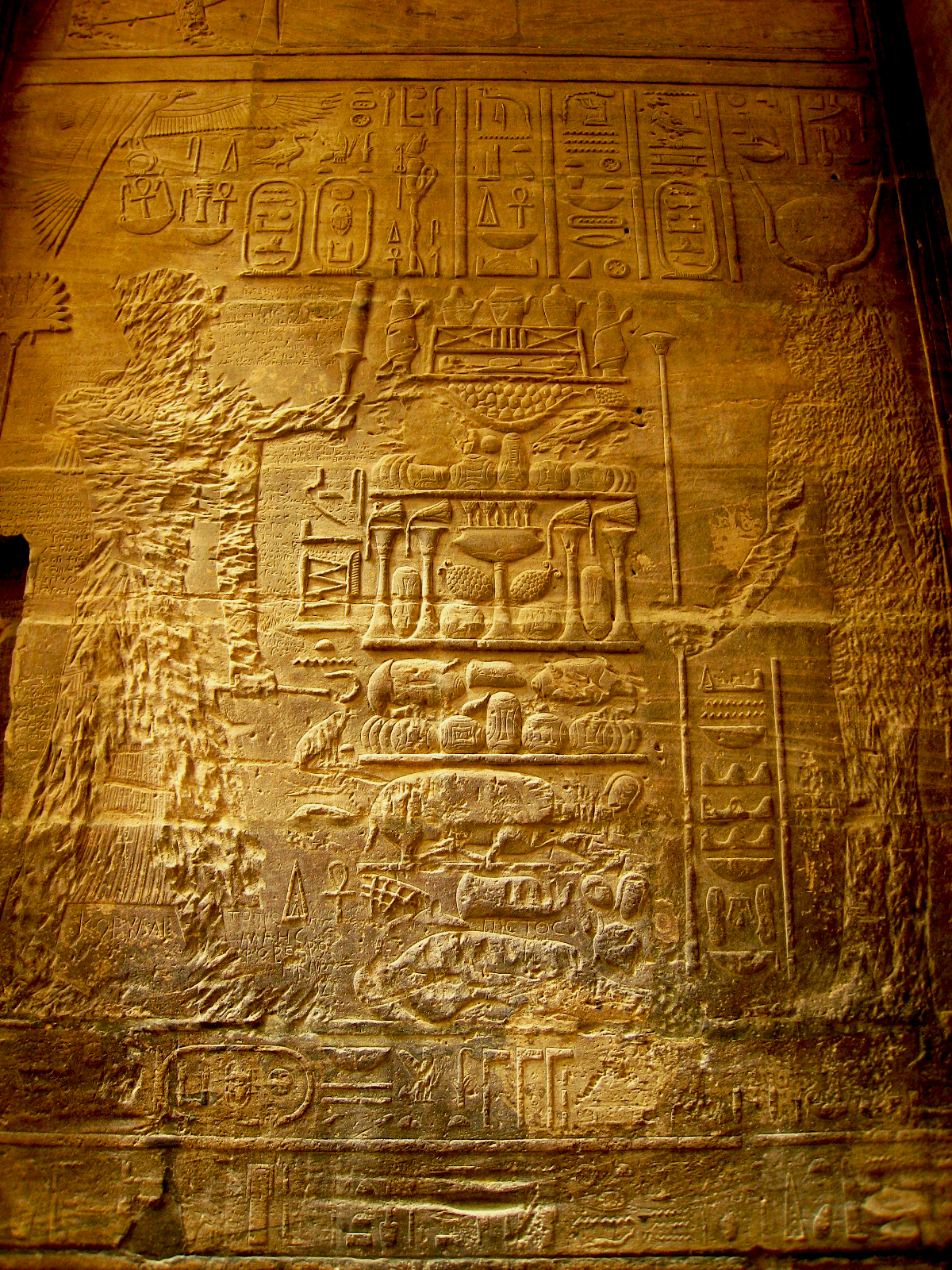
Faraon Nachtnebef před bohyní Hatorou

V roce 380 př. n. l. Nachtnebef sesadil a zavraždil předchozího panovníka Nefaarudže II., čímž dal vzniknout poslední staroegyptské dynastii, které vládli egyptští králové. Během své vlády musel čelit útokům ze strany Perské říše, v čemž mu příležitostně pomáhaly vojska z Athén či Sparty. Úspěšně odolával snaze Peršanů vedených Artaxerxem II. a satrapou Farnabazem o znovu dobytí Egypta v období 377–373 př. n. l.
Nachtnebef se však od svých předchůdců poněkud odlišoval. Byl očitým svědkem nedávného urputného zápasu mezi soupeřícími vojevůdci a lépe než většina z nich pochopil zranitelnost pozice na trůnu. Jako voják věděl, že vojenská síla je předpokladem politické moci. Proto bylo jeho prioritou, v zemí žijící pod neustálou hrozbou perské invaze, že by měl být „...mocný král, který střeží Egypt, měděná zeď, která chrání Egypt“.

## Obnova tradic
Nachtnebef se ale nevěnoval jen vojsku. Chtěl jednoznačně ukázat, že je faraonem ctícím tradice. Proto již na počátku vlády přidělil desetinu královských příjmů vybraných v Naukratis od celních poplatků z říčního dovozu a daní uvalených na místně vyrobeném zboží Neitinu chrámu v Sais. Dokládá to obdivuhodný nález dvou téměř identických stél. Obě verze stély, obsahují jednak náboženské symboly a téměř shodný text dekretu Sais. Král si taktéž přál opět vidět obřady, které  na stéle zobrazují jeho obětiny pro svatyni v Saïs a kultu bohyně Neithy. Cílem této reprezentace bylo zvěčnit jeho darování bohyni, stejně jako jeho účast a věčné začlenění do běhu slunce, které zaručují jeho nabídky bohyni  a tedy i prvořadý náboženský význam.Tím se dosáhlo dvojího cíle – usmířit své saitské rivaly a zároveň podporovat svůj vlastní obraz zbožného krále. Následovala další obdarování, v neposlední řadě chrámů Horuse v Edfu. 

## Monumenty
Nachtnebef je rovněž znám jako velký stavitel, který během své dlouhé a stabilní osmnáctileté vlády nechal postavit velké množství monumentů, chrámů a opravit staré chátrající. Zbudoval chrám na ostrově Philae zasvěcený bohyni Esetě.
|             |    |     |
| \| \| \| \| |    |     |
|             |    |     |
| N5          | L1 | D28 |

| N5 | L1 | D28 |

|             |     |         |
| \| \| \| \| |     |         |
|             |     |         |
| n · x · t   | D40 | E23 · f |

| n · x · t | D40 | E23 · f |

|             |    |     |
| \| \| \| \| |    |     |
|             |    |     |
| N5          | L1 | D28 |

| N5 | L1 | D28 |

|             |     |         |
| \| \| \| \| |     |         |
|             |     |         |
| n · x · t   | D40 | E23 · f |

| n · x · t | D40 | E23 · f |
Král Horního a Dolního Egypta, vládce dvou zemí, syn (boha) Re, pán kultovní koruny boha Re, 
 která září nad zemí, zjeven (bohem) Amonem, ať žije jako Re.
Zachovaly se památky v el-Kábu, Mennoferu, Edfu a Džanetu. Před pylonem Ramesse II. v Chemenu nechal vztyčit svoji stélu a v Karnackém chrámu postavil 1. pylon.
Kolem roku 365 př. n. l. přizval ke spoluvládě svého syna Džedhora, který se po jeho smrti v roce 362 př. n. l. stal  nástupcem na trůnu. 
Je příznačné, že na řadě zachovaných Nachtnebefových památek byla jeho podobiza po jeho smrti odtesána se zřejmým záměrem vymazat ho z paměti. V egyptské mytologii to byla velká pohana. Nicméně v dokumentovaných artefaktech jsou čitelné neporušené kartuše, které ozřejmily původního majitele – Nachtnebefa   Ta poničení památek nelze přičítat jeho synovi a nástupci Džedhorovi, ale patrně jeho vnukovi Nachtharehebovi, který s pomocí svého otce generála Cahapimu, Nachtharehebova dalšího syna, podvodně usurpoval trůn a prohlásil se faraonem. Džedhor uprchl a skrýval se u Pešanů v Súsach.

## Fotogalerie

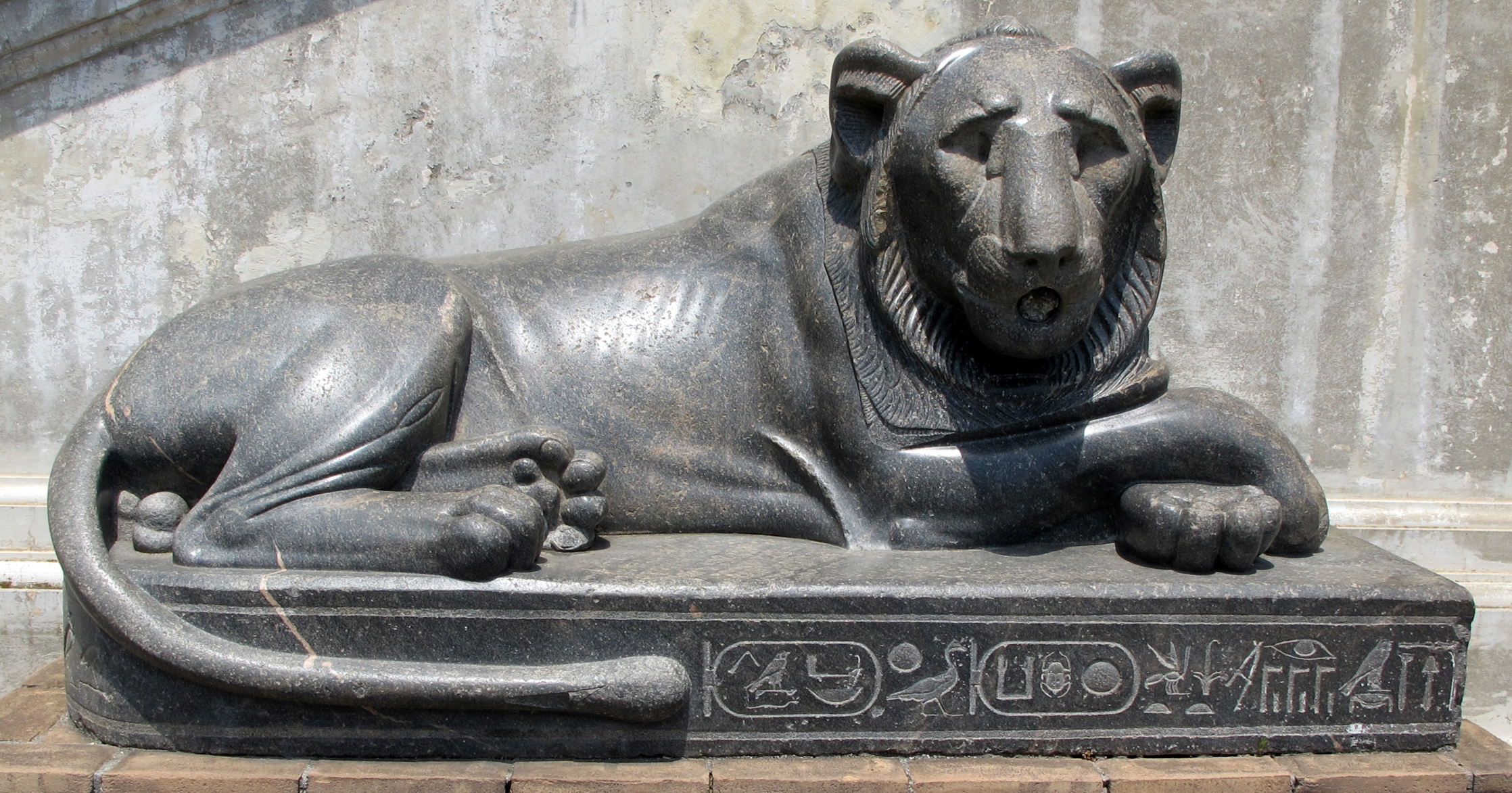
Lev s Nachtnebefovými kartušemi Museum Vatikán
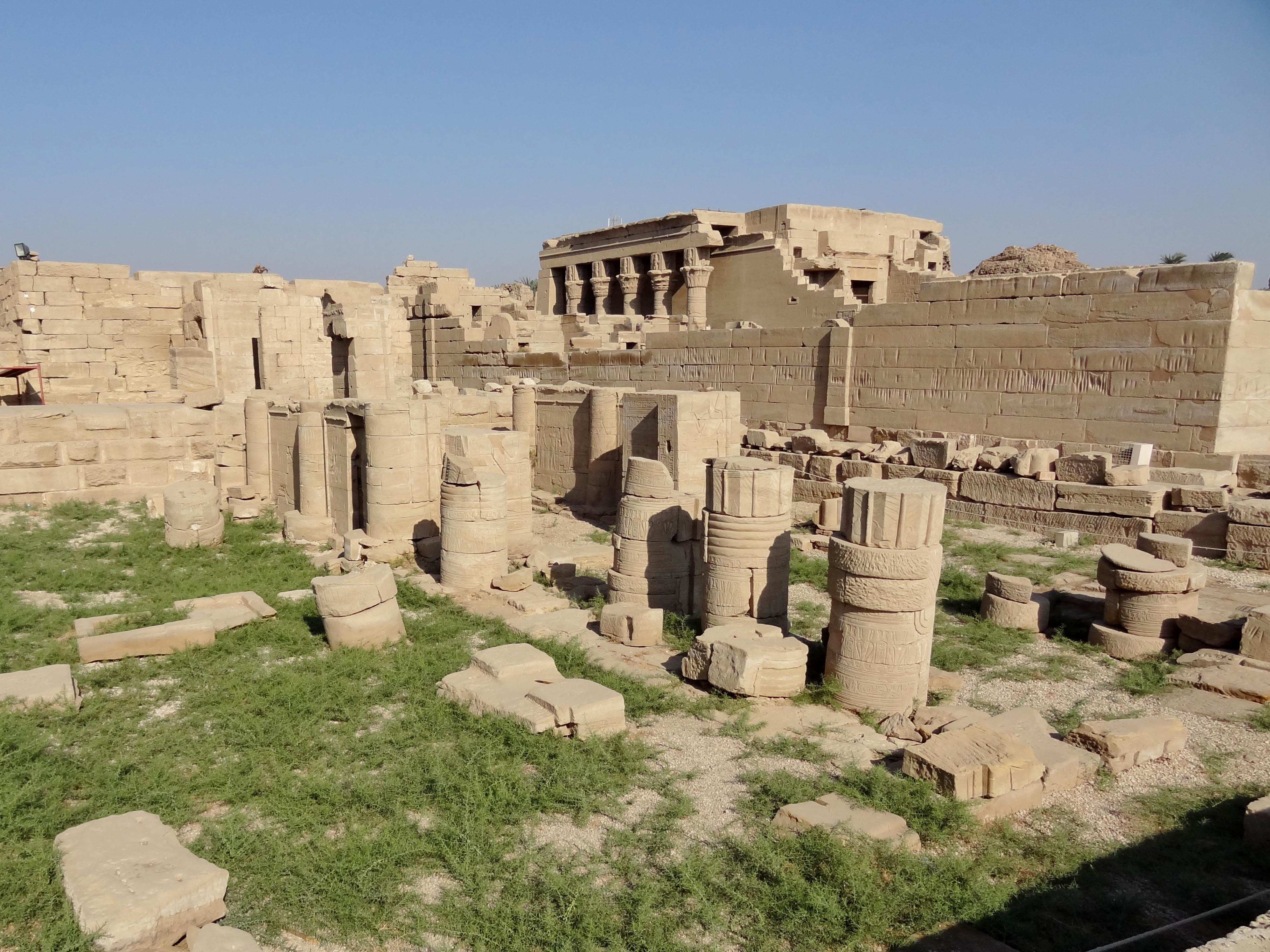
Nachtnebefův palác, Dendera
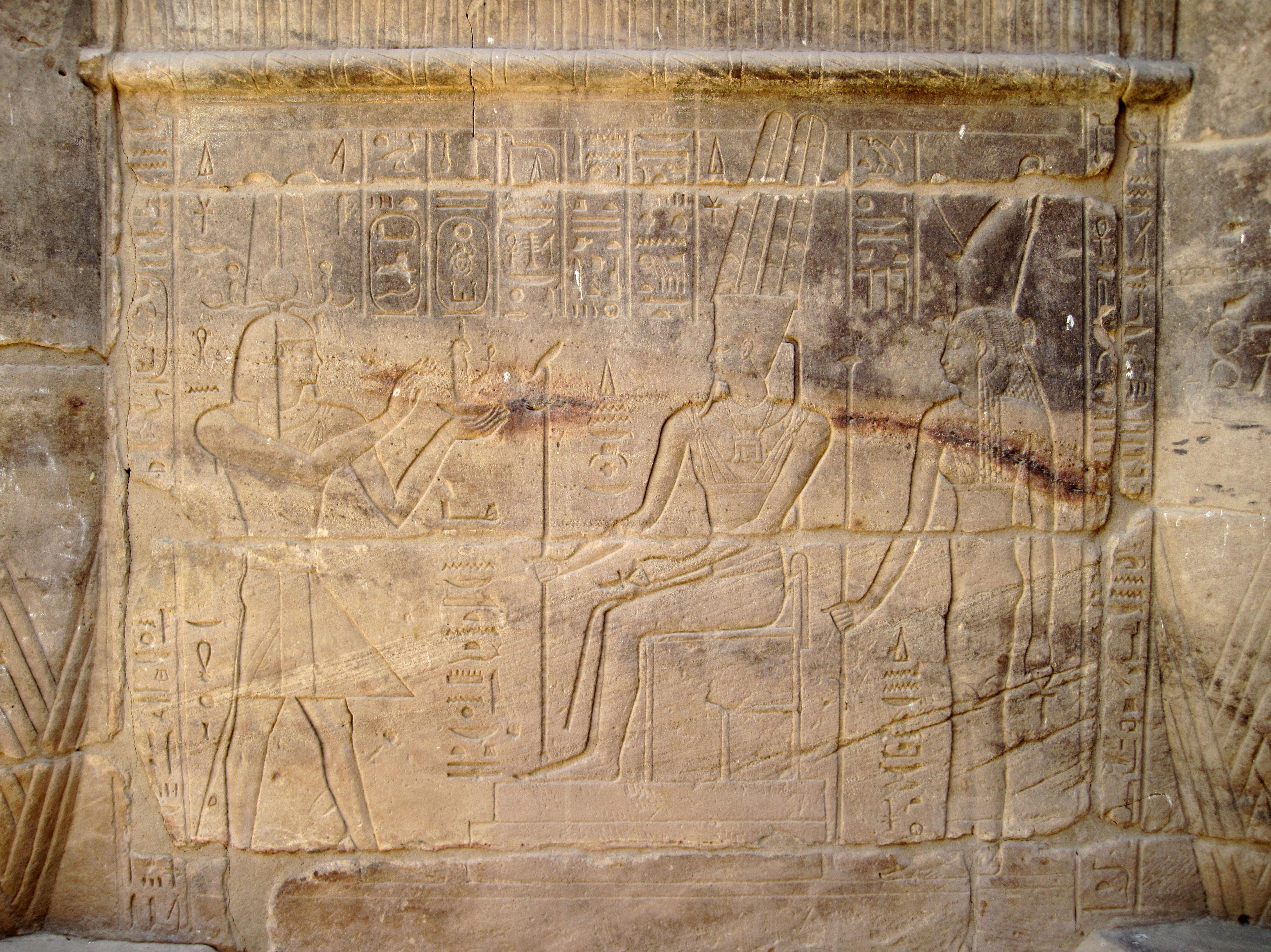
Palácový komplex na ostrově Agilkia (zachovaný na ostrůvku v Asuánské přehradě)
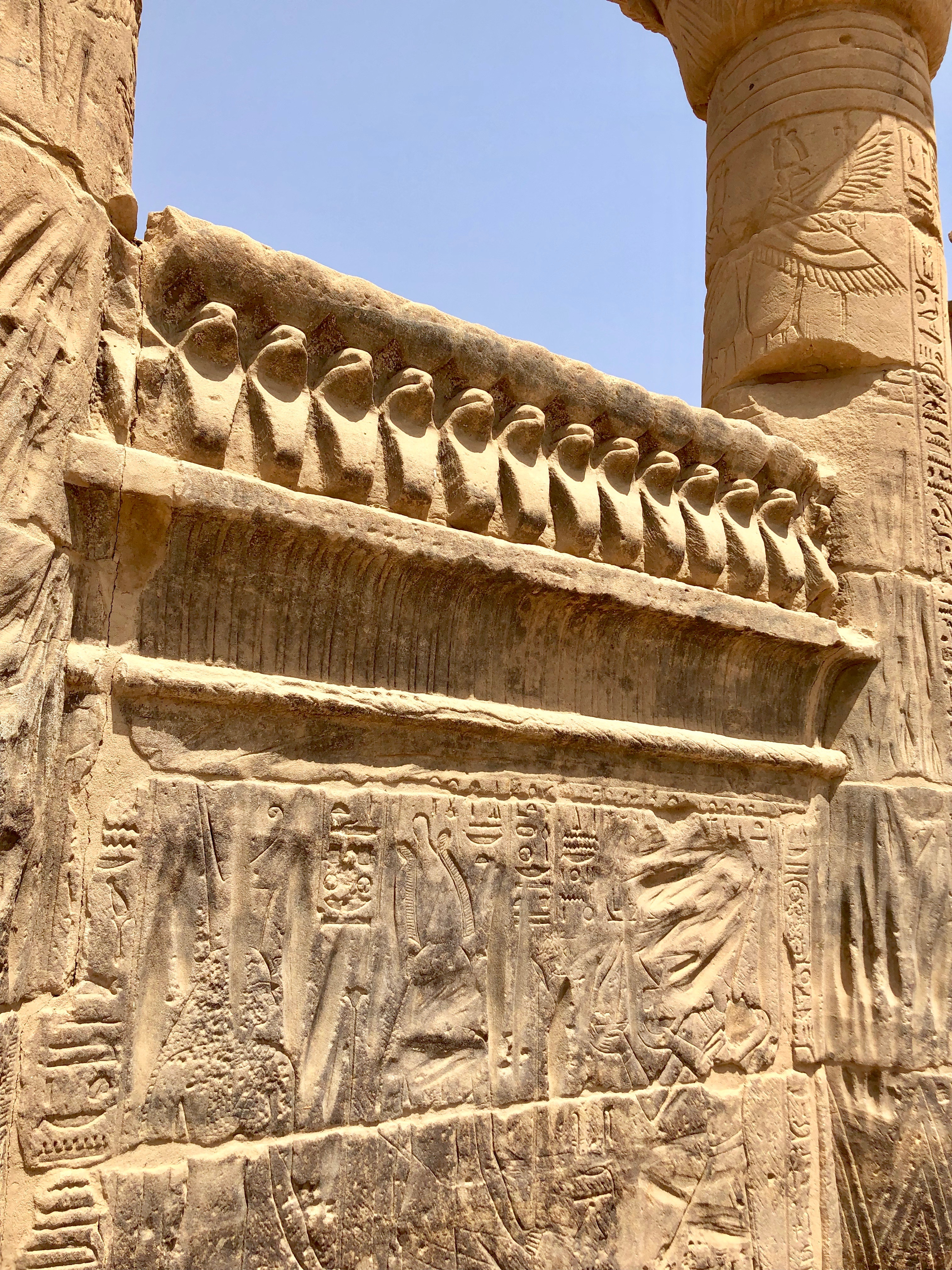
Kaple, chrám na ostrově Agilkia, Nachtnebef přináší dary bohů Amonovi a Horovi
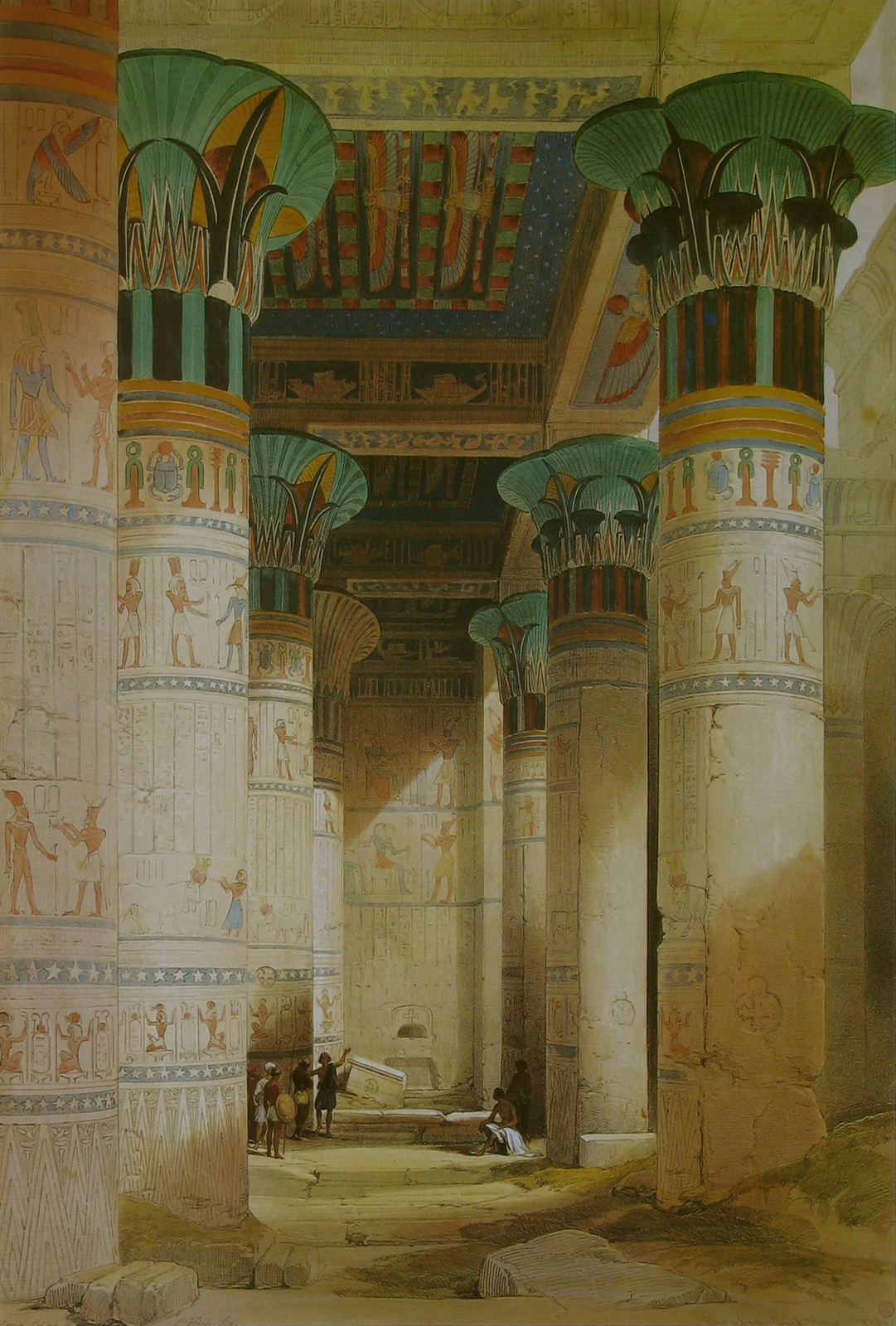
Chrám bohyně Eset na ostrově Philae
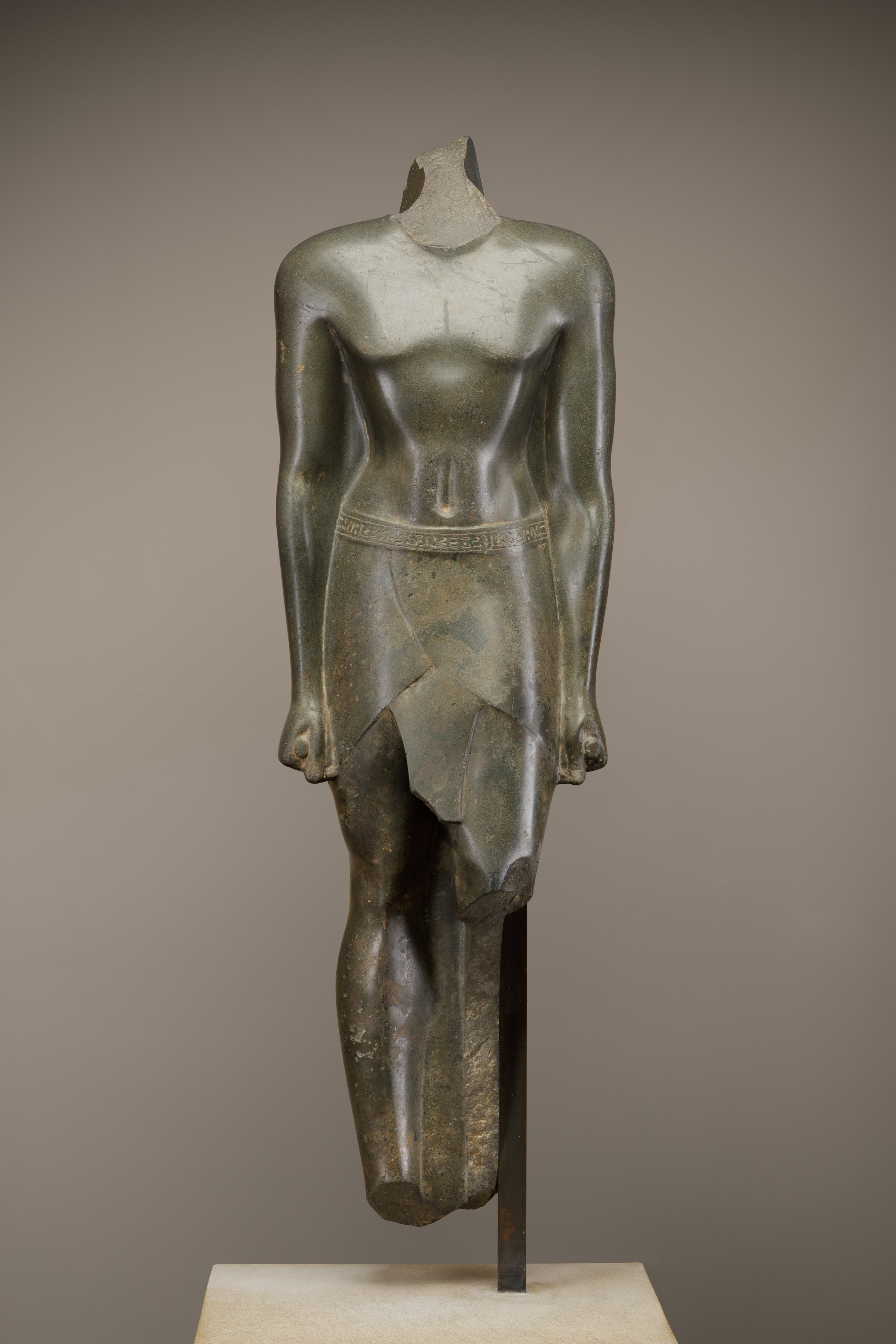
Generál Cahapimu, Nachtnebefův syn a Džedhorův bratr – Metropolitní muzeum umění